# Pounurivier (Torne)
De Pounurivier  (Zweeds: Pounujoki) is een rivier die stroomt in de Zweedse  gemeente Kiruna. De rivier ontstaat als twee beken samenstromen. Ze stroomt dan naar het oosten en doet het Pounumeren aan. Ze stroomt verder naar het noordoosten, stroomt langs het Pounumeer en ontvangt ten slotte nog water van haar zijrivier Panneetrivier. Vlak daarna stroomt ze in de Torne. Ze is ruim 12 kilometer lang.
Afwatering: Pounurivier → Torne → Botnische Golf